# Gimnazijec (roman)
Gimnazijec je roman Igorja Karlovška; izšel je leta 2004 pri založbi Mladinska knjiga. Leta 2005 je roman prejel nagrado Večernica, bil pa je tudi uvrščen v izbor knjig za Cankarjevo priznanje 2006. Gimnazijec je mladinski roman, ki obravnava usodo mladega prestopnika, ki ga naključje pripelje v prevzgojni zavod, kjer se sreča s svetom nasilja, drog in izsiljevanja. 

## Vsebina
Na celjskem sodišču obsodijo sedemnajstletnega gimnazijca Petra Janežiča na prevzgojni dom zaradi povzročitve smrti (iz malomarnosti) sovrstnika in najboljšega prijatelja Tadeja Rozmana. Tadej naj bi v stanju omamljenosti pri plezanju po improvizirani plezalni steni, ki sta jo imela prijatelja v kleti, padel in se pri tem obesil na zanko okoli vratu. Peter na sodišču doživi govorno blokado in se ne more braniti. Po sodni obravnavi Tadejevi starši zasežejo stanovanje, v katerem Peter živi sam z materjo. Na dan, ko se Petrova mati odpravi v tujino kjer kasneje najde drugega moškega, odhaja Peter na prestajanje kazni v Prevzgojni dom Radeče. Tam se je prisiljen soočiti z nasilnimi sogojenci in njihovimi travmami. Iz doma se vozi v gimnazijo Center v Celju, kamor je kazensko prešolan. Ko inštruira matematiko sošolko Polono, se med njima rodi mladostniška ljubezen, ki pa je obsojena na propad, saj ji močno nasprotujejo Polonini starši, ki jo prešolajo na velenjsko gimnazijo. Tam si Polona kmalu najde novega fanta. Po pretepu s starejšimi gojenci, Petra prepeljejo v bolnišnico, kjer spozna zdravnico Metko Novak. Ta je tudi sama nekaj časa preživela v prevzgojnem domu, zato ga od vseh najbolj razume, a ga noče pomilovati. Med njima se vzpostavi zanimiv odnos medsebojne naklonjenosti. Metka stoji Petru ob strani v nasilnem okolju Radeč in na zbirokratiziranem sodišču spremlja njegov boj za pravico. Po izgredu v prevzgojnem domu je premeščen v mladoletniški zapor v Dobu, Metka mu pomaga napisati pritožbo na to premestitev. Pritožba je rešena ugodno, saj sodišče upošteva Metkino pričanje. Peter je izpuščen in zanj se začenja novo življenje.

## Zbirka
Roman Gimnazijec je leta 2004 izšel pri založbi Mladinska knjiga pod zbirko Žamet. Pod isto založbo je bil naslednje leto izdan v zbirki Žepnice. Leta 2006 pa je roman izdalo Društvo Bralne značke Slovenije kot posebno izdajo v zbirki Zlata bralka, zlati bralec.

## Ocene in nagrade
Knjiga je prejela nagrado večernica 2005 kot najboljše slovensko delo za otroke in mladino izdano v letu 2004.

## Izdaje
- Prva izdaja iz leta 2004 (COBISS)
- Žepna izdaja iz leta 2005 (COBISS)
- Zadnja izdaja iz leta 2006 (COBISS)